# Jardin d'Exbury

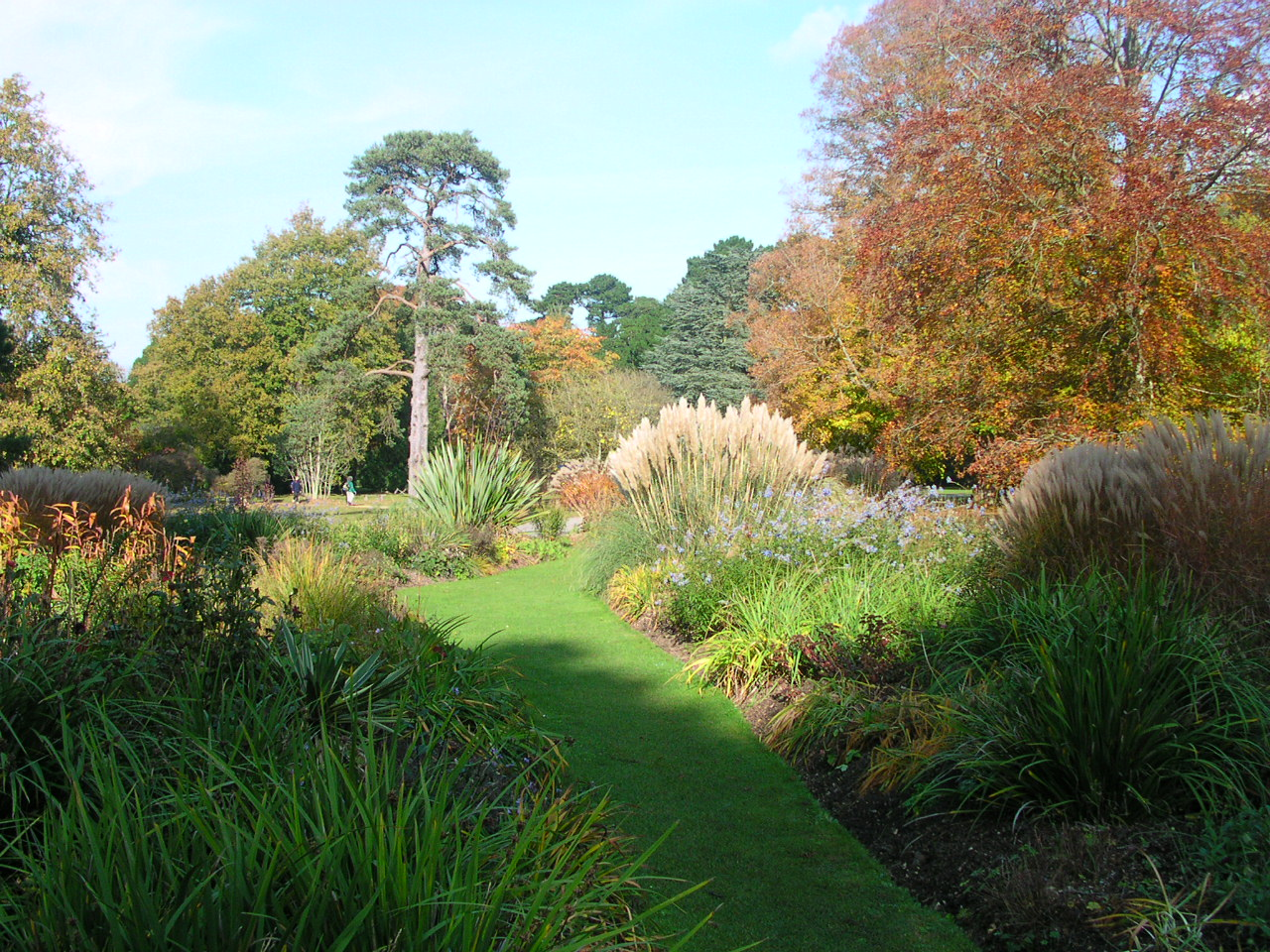
Bordures herbacées près de la résidence Rothschild.

Les jardins d'Exbury (Exbury Gardens) sont situés dans le village d'Exbury dans le Hampshire, en Angleterre. Ils appartiennent à une branche anglaise de la famille Rothschild. Les jardins se trouvent à l'est de Beaulieu, de l'autre côté de la rivière du même nom, et sont accessibles via Bucklers Hard, au sein du parc national New Forest . 

## Description

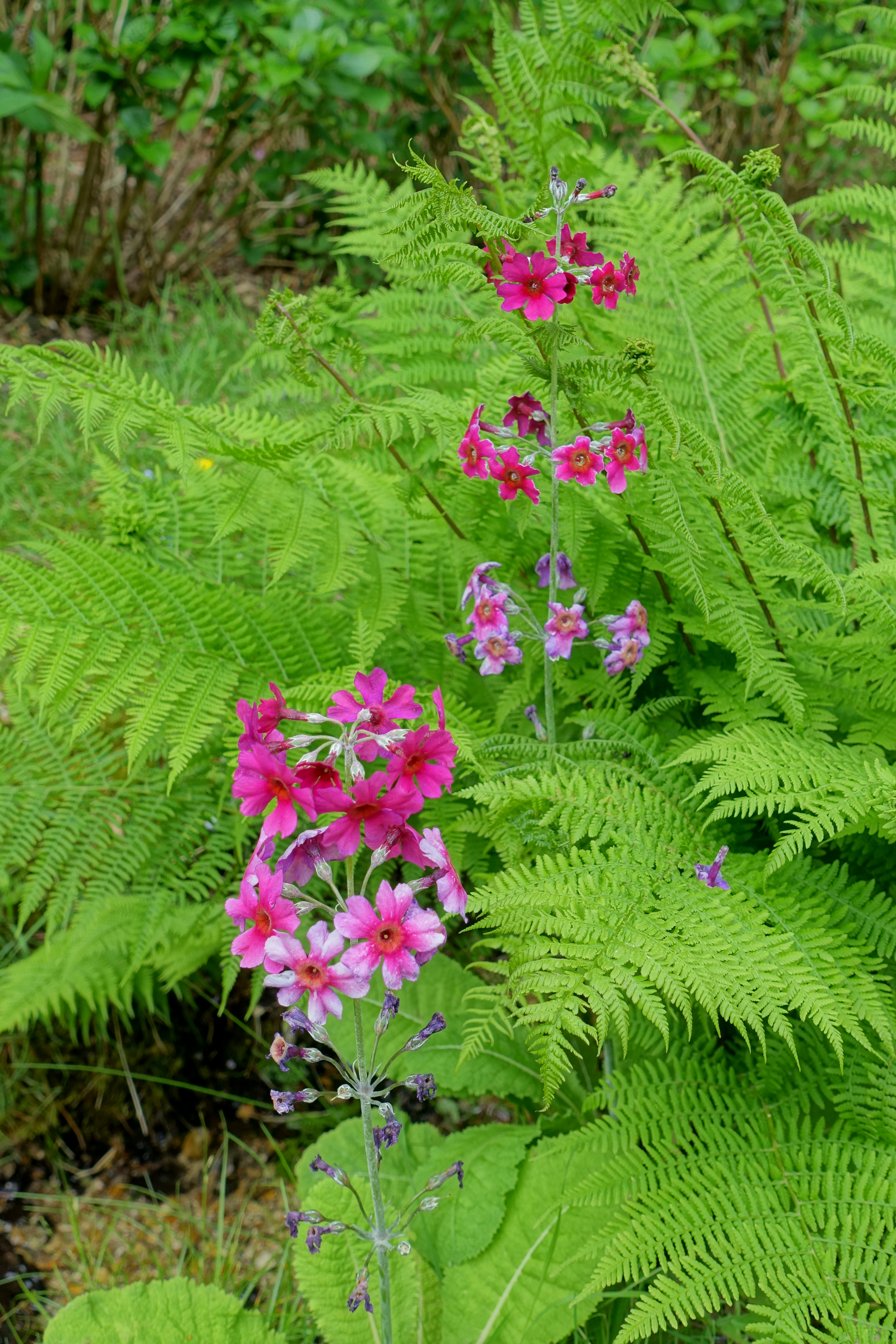
Primula beesiana à Exbury.

Exbury est un jardin forestier informel de 80 ha avec de très nombreuses collections de rhododendrons, azalées et camellias. Il est souvent considéré comme le plus beau jardin de ce type au Royaume-Uni. Exbury détient la collection nationale de nyssa (Tupelo) et d'oxydendrum dans le cadre du programme « NCCPG National Plant Collection.
Parmi ses autres points d'intérêt se trouvent la promenade des hortensias, le jardin de rocailles, le jardin des Iris, le cadran solaire réalisé à partir d'une plantation exotique ou encore une promenade des camélias (qui emmène les visiteurs sur un sentier longeant la rivière Beaulieu avec retour par l'étang).

## Histoire
Lionel Nathan de Rothschild acheta le domaine d'Exbury en 1919 et entreprit de créer un jardin à une échelle ambitieuse. L'infrastructure comprenait un château d'eau, trois grands bassins revêtus de béton et des tuyaux souterrains sur 35 km. Exbury est maintenant ouvert au public pendant la plus grande partie de l'année, avec des saisons particulières au printemps pour les arbustes à fleurs et à l'automne pour les couleurs. La maison des Rothschild à Exbury est un manoir d'architecture néoclassique construit autour d'une structure antérieure dans les années 1920. Il n'est pas ouvert au public.

## Administration
Les jardins sont gérés par Exbury Gardens Limited, un organisme de bienfaisance dont les objectifs sont de maintenir, d'améliorer, de développer et de préserver Exbury Gardens dans le Hampshire, notamment de les ouvrir au public et de faire progresser les sciences horticoles dans les domaines du savoir et de l'apprentissage pour le bénéfice du public.
Exbury Gardens a reçu la consécration très convoitée de « Jardin de l’année » par HHA/Christie en 2001.
En 2009, plus de 110 000 personnes ont visité les jardins.

## Chemin de fer à vapeur

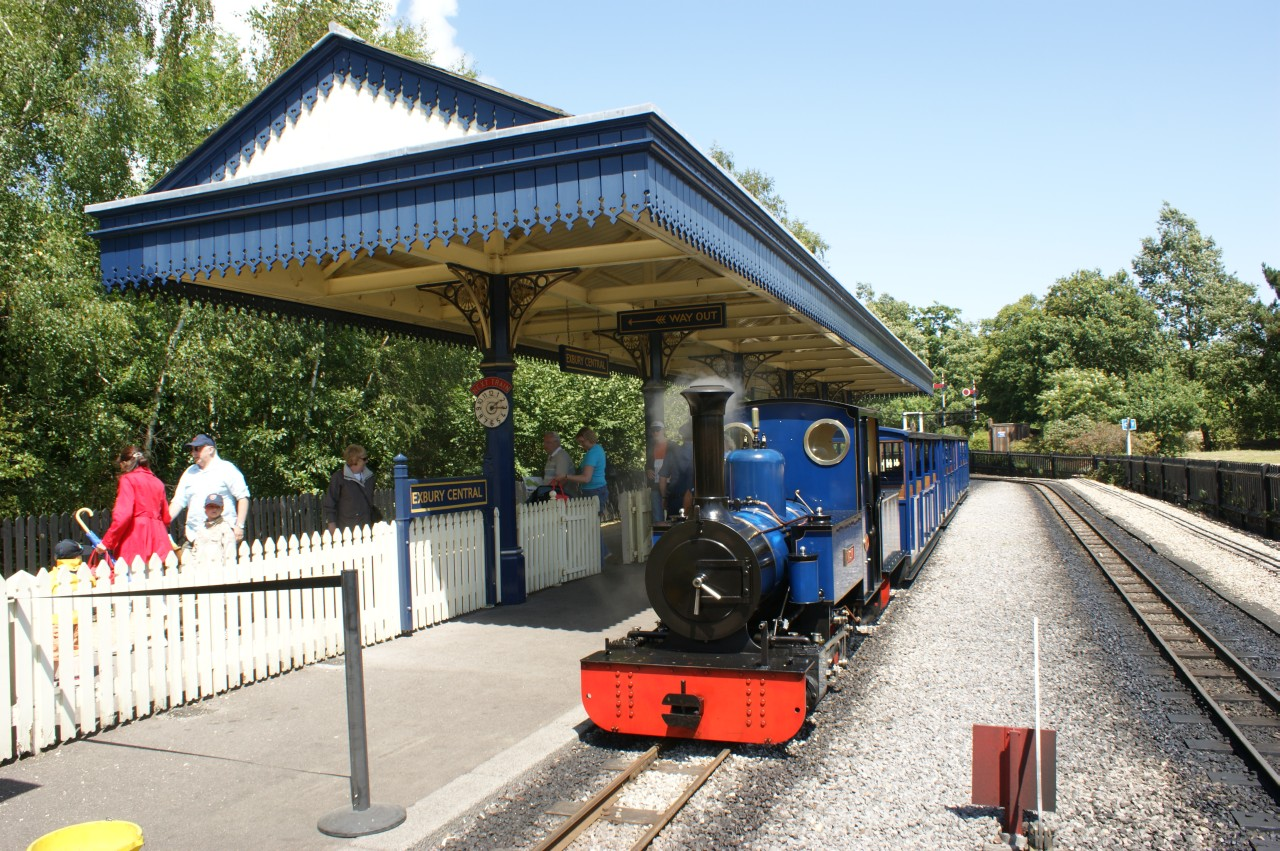
Naomi à Exbury Central.

Au nord-est des jardins se trouve également le chemin de fer à vapeur d'Exbury (de jauge 12,25 inches) qui passe a travers le bassin de Summer Lane Garden, au sommet des rocailles et dans le jardin américain. Le chemin de fer a été construit en 2000-2001 comme une attraction supplémentaire. Deux wagons-citernes de type 0-6-2 à voie étroite ont été construits spécialement pour la ligne par Exmoor Steam Railway. Le chemin de fer est associé à Great Little Railways.
Le chemin de fer s'est toutefois avéré plus populaire que prévu, les trains devant souvent être à double voie. Pour résoudre ce problème, une locomotive beaucoup plus grande (2-6-2), appelée Marriloo, a été construite à Exmoor et mise en service en 2008. Elle a transporté la Reine sur le parcours de la plate-forme. Le chemin de fer met en scène les très populaires Ghost Trains en octobre et les Santa Steam Specials à l’approche de Noël.

## Accès
Le jardin est bien signalé de Beaulieu et de la voie rapide (A326) allant de Southampton à  Fawley dans la New Forest. En été, les jardins sont desservis par le service de bus à ciel ouvert New Forest Tour.